# Triaeris melghaticus
Triaeris melghaticus är en spindelart som beskrevs av Bastawade 2005. Triaeris melghaticus ingår i släktet Triaeris och familjen dansspindlar. Inga underarter finns listade i Catalogue of Life.